# Roxby cum Risby
Roxby cum Risby est une paroisse civile du Lincolnshire, en Angleterre.